# キッティラ
キッティラ（フィンランド語: Kittilä、イナリ・サーミ語：Kittâl、北部サーミ語：Gihttel）は、フィンランドの基礎自治体（町）。週末のリゾート地として人気がある。
北極圏のラップランドに位置する。人口は6536人（2021年12月末）、面積は8263平方キロメートル（このうち水域が169平方キロメートル）。人口密度は1平方キロメートルあたり0.81人である。
レヴィ高原にあるスキーリゾート・レヴィでは、毎年アルペンスキー・ワールドカップの序盤にスラローム種目が行われる。近隣のカトカ高原とあわせて、滑空やクロスカントリー、スノーシューによる散策なども楽しめる。
2006年6月5日、カナダの鉱山会社アグニコ＝イーグル・マインズがキッティラで金鉱の採掘を新たに開始することが発表された。完全に稼働すれば、欧州最大の金鉱山となる。専門家は、同金鉱の埋蔵量は300万オンスを下らないと述べた。鉱山会社は少なくとも13年間は、毎年平均15万オンスの金を産出する見込みである。
キッティラ空港にはブルーワンとフィンランド航空、フィンコム航空が就航している。TUIエアウェイズも、スキーシーズンやクリスマスの時期にイギリス各地を結ぶ臨時便を運航している。トーマス・クック航空も、毎年11月から4月にガトウィック空港から乗り入れている。
キッティラは、フィンランドの観測史上最低気温（1999年1月の-51.5度）を記録したことで有名である。毎年5月29日から7月16日は白夜、12月14日から12月29日は極夜の期間となる。

## 気候
極めて強い亜寒帯気候である。
| キッティラの気候          | キッティラの気候 | キッティラの気候 | キッティラの気候 | キッティラの気候 | キッティラの気候 | キッティラの気候 | キッティラの気候 | キッティラの気候 | キッティラの気候 | キッティラの気候 | キッティラの気候 | キッティラの気候 | キッティラの気候 |
| 月                        | 1月              | 2月              | 3月              | 4月              | 5月              | 6月              | 7月              | 8月              | 9月              | 10月             | 11月             | 12月             | 年               |
| ------------------------- | ---------------- | ---------------- | ---------------- | ---------------- | ---------------- | ---------------- | ---------------- | ---------------- | ---------------- | ---------------- | ---------------- | ---------------- | ---------------- |
| 平均最高気温 °C （°F）    | −9.6 (14.7)      | −9.1 (15.6)      | −3.6 (25.5)      | 2.1 (35.8)       | 8.8 (47.8)       | 16.2 (61.2)      | 18.7 (65.7)      | 16.2 (61.2)      | 10.1 (50.2)      | 2.9 (37.2)       | −3.4 (25.9)      | −8.0 (17.6)      | 3.44 (38.2)      |
| 日平均気温 °C （°F）      | −14.8 (5.4)      | −14.3 (6.3)      | −9.1 (15.6)      | −2.6 (27.3)      | 4.4 (39.9)       | 11.5 (52.7)      | 13.9 (57)        | 11.7 (53.1)      | 6.3 (43.3)       | −0.2 (31.6)      | −7.3 (18.9)      | −12.8 (9)        | −1.11 (30.01)    |
| 平均最低気温 °C （°F）    | −20.0 (−4)       | −19.5 (−3.1)     | −14.5 (5.9)      | −7.2 (19)        | 0.1 (32.2)       | 6.8 (44.2)       | 9.2 (48.6)       | 7.3 (45.1)       | 2.5 (36.5)       | −3.2 (26.2)      | −11.1 (12)       | −17.6 (0.3)      | −5.6 (21.91)     |
| 降水量 mm （inch）        | 30 (1.18)        | 25 (0.98)        | 25 (0.98)        | 25 (0.98)        | 31 (1.22)        | 48 (1.89)        | 62 (2.44)        | 63 (2.48)        | 52 (2.05)        | 46 (1.81)        | 39 (1.54)        | 31 (1.22)        | 477 (18.77)      |
| 出典：en.climate-data.org |                  |                  |                  |                  |                  |                  |                  |                  |                  |                  |                  |                  |                  |

## ゆかりの人物
- カレルヴォ・パルサ - 美術家
- アルト・パーシリンナ - 小説家
- レイダル・サレストニエミ - 画家